# Estrela (Moura)

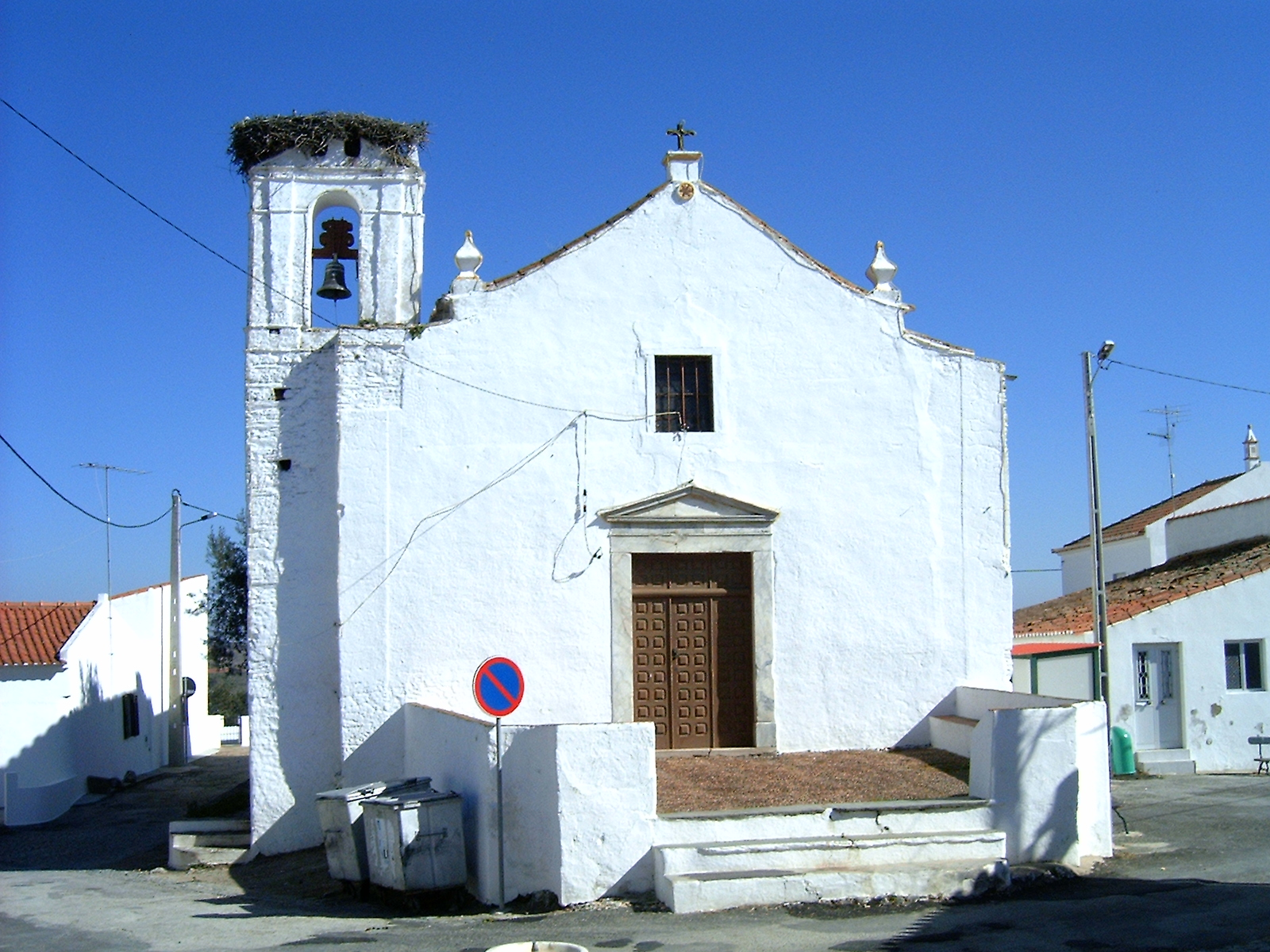
Igreja de Nossa Senhora da Estrela.

Estrela é uma aldeia situada no concelho de Moura, freguesia de Póvoa de São Miguel, junto à Barragem de Alqueva.

Foi sede da freguesia, mais tarde transferida para a aldeia de Póvoa de São Miguel.

Foi profundamente afectada pela Barragem do Alqueva que lhe trouxe uma nova paisagem mas também uma profunda sensação de desconforto.

## Património
- Igreja de Nossa Senhora da Estrela